# .50-70 Government
Die .50-70 Government war die erste Zentralfeuer-Ordonnanzpatrone der US-Armee. Sie wurde von Steven Vincent Benét am Frankford Arsenal (Pennsylvania) entwickelt. Sie ersetzte die für die Allin Conversion Model 1865 Rifle entwickelte .58-60-500 Randfeuerpatrone. Sie wurde 1866 eingeführt und bis zur Ablösung durch die – auch heute noch beliebte – .45-70 Government im Jahre 1873 beibehalten, jedoch auch später noch in den Indianerkriegen verwendet. Die Benét-Patrone war mit Schwarzpulver geladen; im Gegensatz zu den modernen Zentralfeuerpatronen hatte sie kein von außen eingesetztes Zündhütchen, der Zündsatz befand sich wie bei  Randfeuerpatronen im Innern der Hülse. Erst später, mit dem Aufkommen der Messinghülsen, wurden Zündhütchen verwendet.

## Bezeichnung
Im deutschen Nationalen Waffenregister (NWR) wird die Patrone unter Katalognummer 224 unter folgenden Bezeichnungen geführt (gebräuchliche Bezeichnungen in Fettdruck)

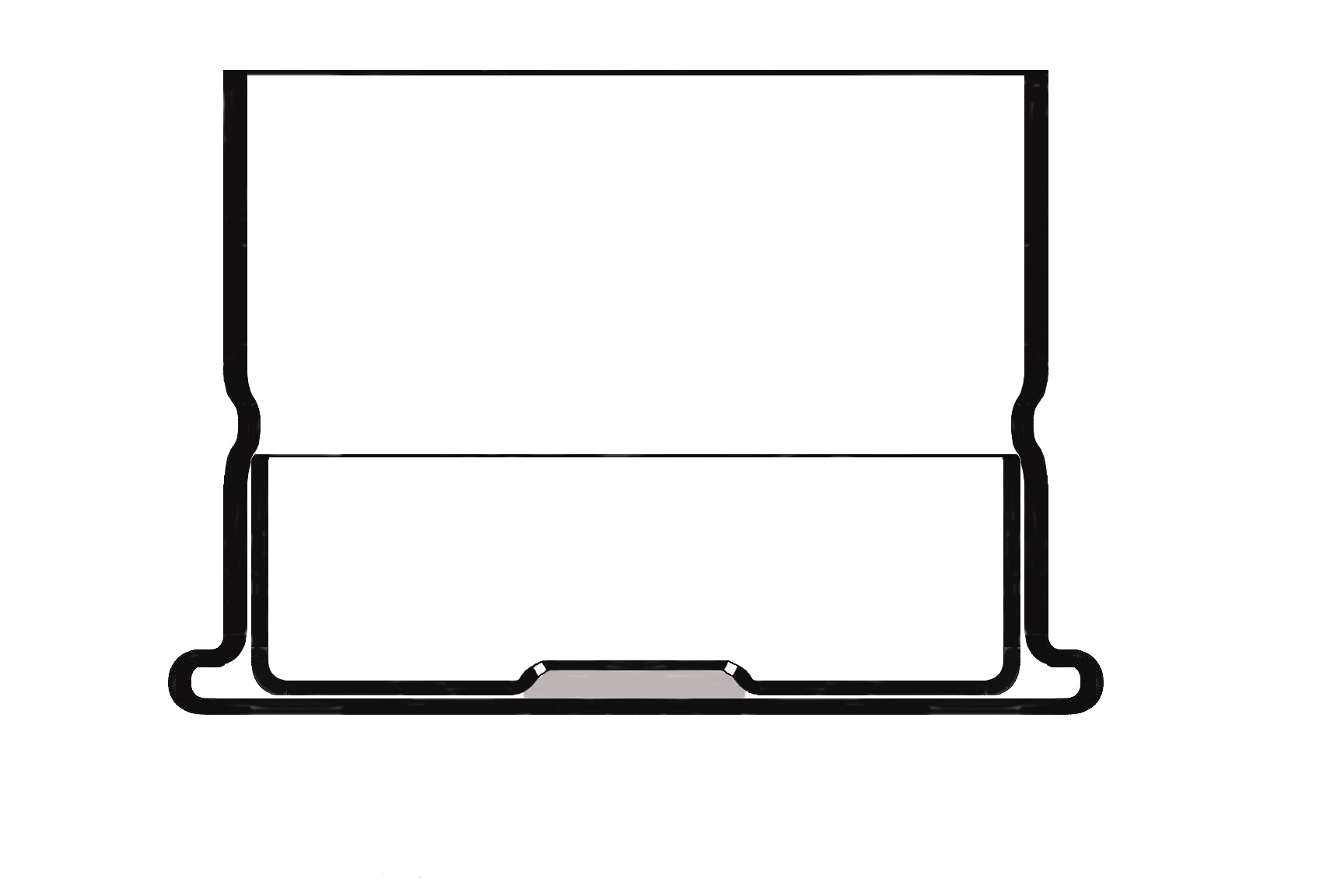
Hülse mit Benétzündung

- .50-70 Gov (Hauptbezeichnung)
- .50 Remington
- .50 Springfield
- .50/70 Govt.
- .50-70
- .50-70 Government
- .50-70 Musket
- .50-70-450

## Waffen im Kaliber .50-70 Government
Die für das Springfield Model 1866 entwickelte Patrone wurde auch in den Indianerkriegen von Kavallerietruppen verwendet, die mit Sharps-Militärkarabinern ausgerüstet waren; bei diesen Waffen handelte es sich Umbauten früherer Modelle. Gesamthaft wurden etwa 27.000 dieser Sharps New Model Conversion 1865 und Sharps New Model 1869 ausgegeben. Dazu kamen etwa 500 von der Springfield Armory umgeänderte Remington-Gewehre, die Model 1870 Rolling Block U.S. Navy Rifle für die Marine.
Firmen wie Peabody, Remington, Sharps und andere stellten Waffen dieses Kalibers für die Büffel- und Großwildjagd her.